# Lastkollektiv

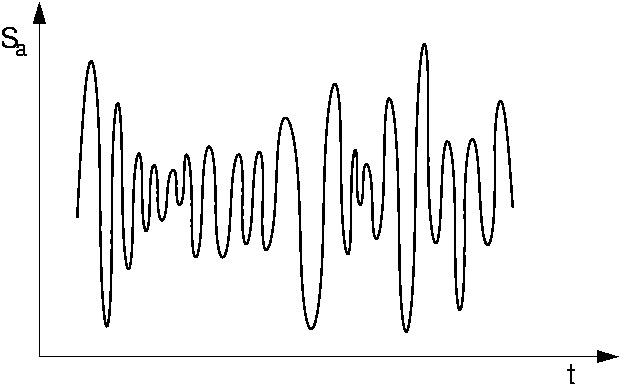
Zeitverlauf einer beliebigen schwingenden Beanspruchung

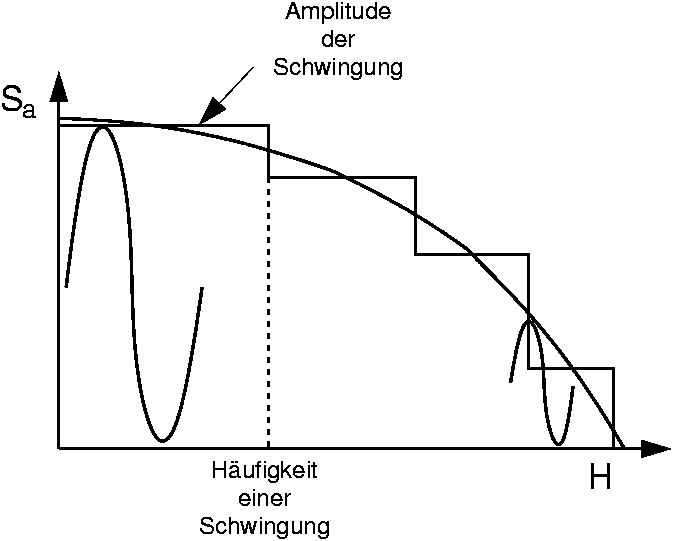
Kollektiv einer Beanspruchung

Ein Lastkollektiv oder Beanspruchungskollektiv ist ein Datensatz, der die Beanspruchung eines Bauteils oder einer Maschine in einem bestimmten Zeitraum abbildet. Lastkollektive werden im Maschinenbau für eine betriebsfeste Auslegung verwendet. In einem Lastkollektiv wird der Verlauf der einwirkenden Kraft oder der auftretenden Spannung über der Zeit bestimmt. Die Visualisierung dieser Daten ist auch als Beanspruchungs-Zeit-Funktion bekannt.
Schwingende Belastungen treten in der Realität selten einstufig, also mit nur einer einzigen Amplitude auf. Im Regelfall sind es viele unterschiedliche Amplituden ohne feste Reihenfolge.
Wenn man die Beanspruchungs-Zeit-Funktion auswertet, so erhält man eine Beschreibung dieser Funktion in Form der Häufigkeiten der aufgetretenen Lasten. Um diese Auswertung durchzuführen, werden so genannte Zählverfahren eingesetzt. Üblich ist die Darstellung der Amplitude über der Summenhäufigkeit.